# Белгатой (тайп)
Белгатой (чечен. Белгlаттой) — один из чеченских тайпов, который входит в тукхум Нохчмахкахой. Исторически расселены в Веденском и Шалинском районах Чеченской Республики, также проживают во многих плоскостных селениях и городах республики.

## Состав
По данным А. Сулейманова разделяются белгатой на некъе и гары: Ӏелахан некъе, Хьайдарбеган некъе, Гилисханан некъе, Ӏалбахьадан некъе, ГарчӀалгӀар, ПхьагалгӀар, Наьрстан некъе.
По данным Д. Сайдумова, тайп делится на следующие ветви: Куьси-некъе, Тасу-некъе, Албахьадан-некъе, Ангӏот-некьи, Бешил-некъе, Гилсхан некъе, ГIовси-некъе, ГIуммалт-некъе, Еми-некъе, КIартлой-некъе, Мандри-некъе, ЦIовзи-некъе, Хьайдарбиг-некъе, Хизир-некъе, Шеми-некъе.

## История

### Происхождение
Легенда о происхождении белгатой гласит, что белгатоевцы почти вымерли в результате некогда случившейся эпидемии, но потом снова размножились, о чем свидетельствует этимология названия («бел» — умереть, «гатто» — воскреснуть).
Попов И. М. привел иную версию:

Белгатой-водого пользуется из родников, впадающих в р. Аксай. Место, где ныне аул, было свободным и удобным местом для работ. Идя туда на работы изъ окрестныхъ аулов, жители разных Фамилий, извещая друг друга о времени сбора, всегда кричали: белхи говай—идём на работу! Белхи— работа; говай—идем. Аул Белхи-говай получил настоящее свое название Белгатой— уже впоследствии.

### Расселение
Проживают в основном в Гудермесе, Грозном, Калиновской, Комсомольском, Ойсхаре, Червленной, Урус-Мартане, Белгатое (Шалинский район) и Белгатое (Веденский район), Аргуне, Ведене, Алларое, Шуане.